# Chou Siao-sien
Chou Siao-sien také Hou Hsiao-Hsien (čínsky pchin-jinem Hóu Xiàoxián, znaky 侯孝賢; 8. duben 1947 Mej-sien, Kuang-tung) je tchajwanský režisér, scenárista, producent a herec. Spolu s dalšími režiséry Edward Yang a Tsai Ming Liang patří k předním filmovým tvůrcům tchajwanské nové vlny a tchajwanské kinematografie.

## Život
Narodil se v roce 1947 v okresu Mej (v provincii Kuang-tung) v občanskou válkou zmítané Číně, což o rok později vedlo jeho rodinu k tomu opustit domov a přesídlit se na Tchaj-wan. Zde Chou vyrůstal na venkově v obci Feng-šan. Od roku 1969 studoval film na National Taiwan Arts Academy (dnešní National Taiwan University of Arts) v Tchaj-peji a po dokončení studia v roce 1972 se po krátkém působení jako obchodník začal věnovat filmařině.

## Dílo
Mnoho jeho filmů se zaobírá historií Tchaj-wanu 20. století. Ale na rozdíl od Edwarda Yanga, jehož příběhy se odehrávají ve velkoměstě, se Chou soustředí více na tchajwanský venkov. Snímek Čas žít a čas zemřít (1985) například zachycuje vyrůstání na venkově v 50. letech a je inspirován vlastním životem autora.
Historické drama Město smutku (1989), za které Chou převzal cenu Zlatého lva, zachycuje bouřlivé poválečné období, kdy se na Tchaj-wan uchýlíl Kuomintang. Byl to vůbec první tchajwanský film, který se zabývá Incidentem 28. února a začátky bílého teroru.
Jeho desátý film, The Puppetmaster (1993) sleduje život legendárního loutkaře Li Tien-lu a skrze jeho vyprávění nepřímo líčí období, kdy Tchaj-wan byl pod japonskou koloniální nadvládou (1895–1945). Sám Li ve filmu vystupuje jako vyprávěč, jeho mladší podoby jsou hrány herci. Film byl oceněn cenou poroty na festivalu v Cannes a cenou FIPRESCI.
U jeho nejnovějšího díla, filmu Assassin (2015), se jedná o žánr wu-sia (východoasijský epos bojového umění s prvky fantasy). Film vnikl na základě povídky Nie Jin-niang spisovatele Pchej Singa, který žil v období dynastie Tchang. Za tento film převzal Chou v Cannes cenu za nejlepší režii.
Filmy Chou Hsiao-hsiena se vyznačují omezeným pohybem kamery a dlouhými záběry, kde je kladen velký důraz na pozadí a krajinu, což podle něho přispívá k lepšímu zachycení reality..

## Filmografie

### Režie
- Cute Girl (1980)
- Radostný vítr (1981)
- The Green Green Grass of Home (1982)
- The Boys from Fengkuei (1983)
- Nosič reklamy (1983)
- Léto u dědy (1984)
- Čas žít a čas zemřít (1985)
- Prach ve větru (1986)
- Dcera Nilu (1987)
- Město smutku (1989)
- The Puppetmaster (1993)
- Good Men, Good Women (1995)
- Sbohem, jihu, sbohem (1996)
- Květy Šanghaje (1998)
- Millennium Mambo (2001)
- Café Lumière  (2003)
- Tři časy (2005)
- Let červeného balónku (2007)
- Každému jeho kino (2007)
- 10+10 (2011)
- Assassin (2015)